# シエラレオネの在外公館の一覧

Location of diplomatic missions of Sierra Leone:
シエラレオネ
大使館・高等弁務官事務所のある国

シエラレオネの在外公館の一覧では、シエラレオネ共和国が派遣している外交使節団（大使館、総領事館等）を挙げる。シエラレオネはイギリス連邦の加盟国であり、加盟国間においては、大使館の代わりに高等弁務官事務所が設置されている。

## アジア
- インド
  - 在インド高等弁務官事務所 (ニューデリー)
- 中華人民共和国
  - 在中華人民共和国大使館 (北京)

## 北アメリカ
- アメリカ合衆国
  - 在アメリカ合衆国大使館 (ワシントンD.C.)

## ヨーロッパ
- イギリス
  - 在イギリス高等弁務官事務所 (ロンドン)
- ドイツ
  - 在ドイツ大使館 (ベルリン)
- ベルギー
  - 在ベルギー大使館 (ブリュッセル)
- ロシア
  - 在ロシア大使館 (モスクワ)

## 中東
- イラン
  - 在イラン大使館 (テヘラン)
- サウジアラビア
  - 在サウジアラビア大使館 (リヤド)

## アフリカ
- エチオピア
  - 在エチオピア大使館 (アディスアベバ)
- ガーナ
  - 在ガーナ高等弁務官事務所 (アクラ)
- ガンビア
  - 在ガンビア大使館 (バンジュール)
- ギニア
  - 在ギニア大使館 (コナクリ)
- ナイジェリア
  - 在ナイジェリア高等弁務官事務所 (アブジャ)
- リビア
  - 在リビア大使館 (トリポリ)
- リベリア
  - 在リベリア大使館 (モンロビア)

## 国際機関代表部
- 国際連合代表部 (ニューヨーク)
- 欧州連合代表部 (ブリュッセル)
- アフリカ連合代表部 (アジスアベバ)